# Stephen Kern Robinson
Stephen Kern „Steve“ Robinson (* 26. Oktober 1955 in Sacramento, Kalifornien, USA) ist ein ehemaliger US-amerikanischer Astronaut.
Robinson stammt aus Kalifornien, wo er in Sacramento geboren wurde, aber in dem Örtchen Moraga aufwuchs. Seine Eltern sind beide gebürtige Kanadier.

## Ausbildung
Nachdem Robinson die Donald L. Rheem Elementary School in Moraga abgeschlossen hatte, besuchte er die öffentliche Campolindo High School (der Olympiasieger Matt Biondi war übrigens ebenfalls ein Campolindo-Schüler). Mit seinem Abitur von 1973 begann er ein Studium an der University of California in Davis. Außerdem arbeitete er ab 1975 im Rahmen eines Austauschprogramms als Techniker in den Windkanälen des Ames Research Centers, wo man gerade das endgültige Profil des Space Shuttle festlegte. Sein Maschinenbau- und Luftfahrttechnikstudium am College of Engineering schloss er 1978 mit einem Bachelor ab.

## Berufstätigkeit
Es gelang Robinson, eine feste Anstellung bei Ames als Forschungswissenschaftler zu bekommen, wo er das Verhalten von Flüssigkeiten und Gasen untersuchte. Gleichzeitig setzte er an der Stanford University sein Studium als Maschinenbauingenieur fort: 1985 erwarb er ein Master-Diplom und fünf Jahre später promovierte er.
Danach wechselte Robinson vom Forschungszentrum Ames an das Langley Research Center in Virginia, wo ihm die Leitung der Abteilung für Experimentelle Strömungsphysik übertragen wurde. Für etwas mehr als ein Jahr wurde er im Juni 1993 an das Massachusetts Institute of Technology (MIT) „ausgeliehen“. Er war Mitglied des Mitarbeiterstabes am Man Vehicle Laboratory (MVL), wo seit 1962 die menschliche Leistungsfähigkeit als Pilot von Flugzeugen und Weltraumfahrzeugen erforscht wird. Robinson war nach Ken Cameron und Byron Lichtenberg der dritte Astronaut, der am MVL arbeitete. In dieser Zeit war er direkt an den Vorbereitungen für eine Experimentreihe beteiligt, die auf dem Spacelab-Flug STS-58 im Oktober 1993 flog. Die Vestibular Experiments in Spacelab bestanden aus sechs Einzelvorhaben, die die Anpassung des Menschen an die Schwerelosigkeit untersuchten. Außerdem forschte Dr. Robinson am Volpe National Transportation Systems Center des MIT. Das Volpe Center ist dem US-Verkehrsministerium unterstellt und forscht im Bereich der Verkehrssicherheit. Im September 1994 kehrte Robinson nach Langley zurück.

## Astronautentätigkeit
Der Wunsch, Raumfahrer zu werden, reicht bis in Robinsons Jugend zurück. Im Alter von 15 Jahren unternahm er 1970 die ersten Segelflüge mit einem selbstgebauten Gleiter, dessen Bestandteile vom Schrottplatz stammten. Seitdem hatte ihn der Traum vom Fliegen nicht wieder losgelassen. Und obwohl ihm seine Ausflüge von den Sanddünen seiner kalifornischen Heimat so manche Verletzung eintrugen, kaufte er sich 1974 sein erstes Flugzeug. Seine andere große Leidenschaft ist die Musik. Bereits in seinen High-School-Tagen gehörte er einer Band an (er arbeitete zu jener Zeit auch als Moderator eines örtlichen Radiosenders) und ist heute Leadgitarrist der Astronautenrockband „Max Q“, weshalb er von seinen Kollegen auch gern „Stevie Ray“ gerufen wird. Sein Instrumentenrepertoire umfasst alle Arten gitarreähnlicher Musikgeräte – vom Banjo, über die Mandoline bis hin zur Bassgitarre.
Robinson wurde als einer von neun Missionsspezialisten mit der 15. Astronautengruppe im Dezember 1994 ausgewählt. Aus insgesamt 2.962 Bewerbern, die den formalen Auswahlkriterien entsprachen, waren 121 Finalisten hervorgegangen. Diese wurden im Sommer 1994 ins Johnson Space Center (JSC) nach Houston in Texas zu Tests, Bewerbungsgesprächen und medizinischen Untersuchungen eingeladen. Seit 1982 hatte sich Robinson immer wieder als Astronaut beim JSC beworben. Erstmals rückte sein Berufswunsch in greifbare Nähe, als er im Januar 1992 mit der 14. Gruppe in die Endrunde kam.
Nach der einjährigen Grundausbildung, die im März 1995 begann, wurde Robinson der Computerabteilung des Astronautenbüros zugeteilt. Er testete im Shuttle Avionics Integration Laboratory (SAIL) neue Software für die US-Raumfähre, bevor sie zum Einsatz kam. Außerdem arbeitete er als Verbindungssprecher im Kontrollzentrum.

### STS-85
Seit Herbst 1996 trainierte Robinson für seinen ersten Weltraumeinsatz. STS-85 wurde von der Discovery im August 1997 durchgeführt. Zum zweiten Mal (nach STS-66 drei Jahre zuvor) war der deutsche Astronomiesatellit CRISTA-SPAS an Bord einer US-Raumfähre. Kurz nach dem Start mit Hilfe des Greifarms ausgesetzt, führte die Plattform eine Woche lang Messungen in der Hochatmosphäre durch. Danach wurde das von der Universität Wuppertal entwickelte Gerät wieder eingefangen und in der Nutzlastbucht verstaut.

### STS-95
Zwei Jahre später brach Robinson an Bord von STS-95 zu seinem zweiten Raumflug auf. Wieder war es die Discovery, die diesmal als Hauptnutzlast ein Spacehab-Modul in der Ladebucht mitführte. Darin experimentierten die Astronauten an rund 80 Forschungsvorhaben, die von Robinson als dem wissenschaftlichen Leiter überwacht wurden. Daneben war er für den Robotarm verantwortlich. Mit ihm setzte er die Astronomieplattform SPARTAN aus. Nach einigen Tagen der Sonnenbeobachtung fing er sie wieder ein. Besonderes Interesse rief die Mission hervor, weil die Crew durch Raumfahrtlegende John Glenn verstärkt wurde.
Im Juli 1999 wurde Robinson als Ersatzmann von Dan Bursch ernannt. Dieser gehörte als Bordingenieur zur ISS-Expedition 4, die im Dezember 2001 mit STS-108 zur Internationalen Raumstation (ISS) aufbrach und nach einem halben Jahr von STS-111 wieder abgeholt wurde.

### STS-114

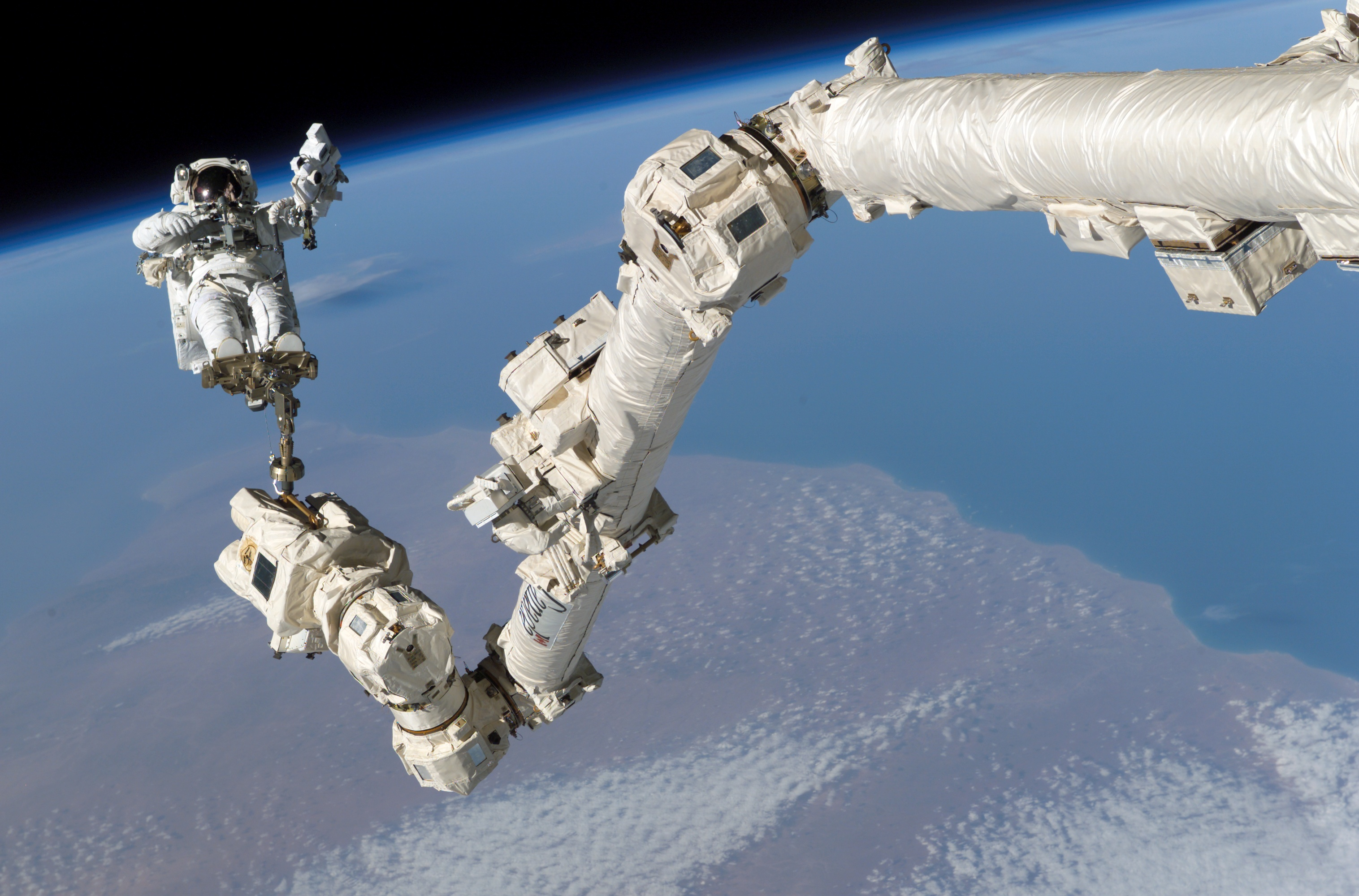
Robinson beim dritten Ausstieg von STS-114

Danach trainierte Robinson als Missionsspezialist für den Shuttle-Flug STS-114, mit dem nach einer zweijährigen Unterbrechung im Sommer 2005 der Betrieb der US-Raumfähre wieder aufgenommen wurde. Dabei unterstützte er die beiden Piloten nicht nur als Flugingenieur, sondern unternahm zusammen mit dem japanischen Crewmitglied Noguchi während der Mission auch drei Weltraumausstiege (EVAs). Eine dieser EVAs stand nicht auf dem Flugplan. Die Flugleitung hatte entschieden, dass eine Reparatur – die erste in der Umlaufbahn durchgeführte – des Hitzeschildes der Raumfähre notwendig sei und schickte die zwei Astronauten hinaus, um an der Orbiterunterseite hervorstehenden Füllstreifen zu entfernen.

### STS-130
Am 5. Dezember 2008 wurde seine Teilnahme an der Mission STS-130 als Missionsspezialist bekannt gegeben. Der Start fand am 8. Februar 2010 statt, die Landung erfolgte am 22. Februar.

## Nach der NASA
Robinson verließ die NASA am 30. Juni 2012 und wurde Professor an der University of California in Davis.